# Jayne Mansfield kocsija
A Jayne Mansfield kocsija (eredeti cím: Jayne Mansfield's Car) 2012-ben bemutatott amerikai filmdráma Billy Bob Thornton rendezésében. Ez volt első filmrendezése a 2000-es Vad lovak óta. A főbb szerepekben Thornton, Robert Duvall, John Hurt, Kevin Bacon, Ray Stevenson, Frances O’Connor, Ron White és Robert Patrick látható.
Világpremierje a 62. Berlini Nemzetközi Filmfesztiválon volt, 2012 februárjában. 2013. szeptember 13-án korlátozott mozibemutatót is kapott.

## Cselekmény
Miután a volt felesége meghal, egy apa (Duvall) és fia meglátogatják a brit családot, akikért a nő elhagyta őket.

## Szereplők
| Szerep           | Színész              | Magyar hang        |
| ---------------- | -------------------- | ------------------ |
| Jim Caldwell     | Robert Duvall        | Szersén Gyula      |
| Kingsley Bedford | John Hurt            | Harsányi Gábor     |
| Skip Caldwell    | Billy Bob Thornton   | Kőszegi Ákos       |
| Carroll Caldwell | Kevin Bacon          | Epres Attila       |
| Jimbo Caldwell   | Robert Patrick       | Rosta Sándor       |
| Phillip Bedford  | Ray Stevenson        | Czvetkó Sándor     |
| Camilla Bedford  | Frances O’Connor     | Kisfalvi Krisztina |
| Donna Baron      | Katherine LaNasa     | Bertalan Ágnes     |
| Alan Caldwell    | Marshall Allman      | Molnár Levente     |
| Vicky Caldwell   | Shawnee Smith        | Roatis Andrea      |
| Mickey Caldwell  | John Patrick Amedori | Czető Roland       |
| Neil Barron      | Ron White            | Csuja Imre         |
| Dorothy Lambert  | Irma P. Hall         | Halász Aranka      |
| April Barron     | Carissa Capobianco   |                    |
| Autumn Barron    | Karli Barnett        |                    |

Eredetileg Tippi Hedren is szerepelt volna a filmben, egy Naomi Caldwell nevű szereplőt alakítva. Jeleneteit azonban kivágták a filmből és nem jelenik meg a neve a stáblistán

## Kritikai visszhang
A Rotten Tomatoes honlapján 35%-ot ért el 37 kritika alapján, és 5,4 pontot szerzett a tízből. A Metacritic oldalán 48 pontot szerzett a százból, 18 kritika alapján.
Lou Lumenick, a New York Post kritikusa pozitívan értékelte Duvall, Hurt és Thornton színészi játékát, de a szerinte "túl hosszú" játékidőt kritizálta.